# Вещиця (Разкрижє)
Вещиця (словен. Veščica) — поселення в общині Разкрижє, Помурський регіон, Словенія. Висота над рівнем моря: 170,2 м.